# Bégrolles-en-Mauges
Bégrolles-en-Mauges – miejscowość i gmina we Francji, w regionie Kraj Loary, w departamencie Maine i Loara.
Według danych na rok 2010 gminę zamieszkiwało 1 877 osób, a gęstość zaludnienia wynosiła 128 osób/km².